# Kanton Belmont-de-la-Loire
Der Kanton Belmont-de-la-Loire war ein französischer Wahlkreis im Arrondissement Roanne im Département Loire der  Region Rhône-Alpes. Hauptort war Belmont-de-la-Loire. Vertreter im conseil général des Départements war von 1998 bis 2015 Jean-Paul Defaye (DVD).

## Gemeinden
Der Kanton bestand aus neun Gemeinden:
| Gemeinde                  | Einwohner Jahr | Fläche km² | Bevölkerungsdichte | Code INSEE | Postleitzahl |
| ------------------------- | -------------- | ---------- | ------------------ | ---------- | ------------ |
| Arcinges                  | 202 (2013)     | 3,44       | 59 Einw./km²       | 42007      | 42460        |
| Belleroche                | 290 (2013)     | 13,93      | 21 Einw./km²       | 42014      | 42670        |
| Belmont-de-la-Loire       | 1.577 (2013)   | 23,71      | 67 Einw./km²       | 42015      | 42670        |
| Le Cergne                 | 677 (2013)     | 5,93       | 114 Einw./km²      | 42033      | 42460        |
| Cuinzier                  | 701 (2013)     | 5,62       | 125 Einw./km²      | 42079      | 42460        |
| Écoche                    | 560 (2013)     | 11,7       | 48 Einw./km²       | 42086      | 42670        |
| La Gresle                 | 817 (2013)     | 14,75      | 55 Einw./km²       | 42104      | 42460        |
| Saint-Germain-la-Montagne | 239 (2013)     | 12,54      | 19 Einw./km²       | 42229      | 42670        |
| Sevelinges                | 653 (2013)     | 8,19       | 80 Einw./km²       | 42300      | 42460        |